# Vittorio Arrigoni
Pour les articles homonymes, voir Arrigoni.
Vittorio Arrigoni (né le 4 février 1975 à Besana in Brianza (Italie) et mort le 15 avril 2011 à Gaza) est un reporteur et militant italien, mort assassiné par les salafistes du Jama'at al-Tawhid wal-Jihad, qui l'avaient pris en otage pour essayer d'obtenir du Hamas la libération de plusieurs de leurs membres, dont le cheikh Hicham al-Soueïdani.

## Biographie
Issu « d'une famille de résistants, mes grands-parents se sont battus et sont morts dans la lutte contre l'occupation, une occupation fasciste nazie. C'est certainement pour cette raison que dans mon sang, dans mon ADN, il y a des particules qui me poussent à lutter pour la liberté et les droits de l'homme. ».
Membre de l'ONG International Solidarity Movement, Vittorio Arrigoni avait emménagé à Gaza en 2008. Emprisonné par les Israéliens après son embarcation sur les flottilles, il collabore à Il Manifesto. Avec la même maison d'édition il publie son livre Human, où il explique ses rapports de Gaza, ouvrage également traduit en anglais (avec une introduction par l'historien israélien Ilan Pappé).
Au cours de l'opération Plomb durci, il a acquis une renommée internationale pour son blog Radio Guerrilla, seule source occidentale présente dans la bande de Gaza à un moment où aucun journaliste n'a accès à la bande. Le site d'Arrigoni est devenu pendant plusieurs semaines le blog le plus cité et lu en Italie.
Le 12 octobre 2010, il publie une vidéo en réponse à Roberto Saviano, critiquant des propos pro-israéliens de l'écrivain.
Le 4 janvier 2011, il publie sur son blog le manifeste des jeunes de Gaza.
Après avoir reçu des menaces de mort, le 14 avril 2011, il est enlevé par un groupe de terroristes salafistes actif dans la bande de Gaza appelé Tawhid wal-Jihad. Une vidéo postée immédiatement sur YouTube par les ravisseurs montrait Arrigoni les yeux bandés et les mains liées, accusant l'Italie d'être infidèle et l'activiste d'être entré à Gaza pour « corrompre », le menaçant d'exécution contre la libération avant l'après-midi suivante, de leur leader Hesham al-Sa'eedni et d'autres militants jihadistes enfermés dans les prisons palestiniennes,,,,. Le Hamas refuse la libération des personnes demandées.
Il est exécuté le 15 avril 2011.
L'UNESCO, le Hamas et le Front populaire de libération de la Palestine ont condamné le meurtre de Vittorio Arrigoni.
Le gouvernement de Gaza, issu du Hamas, a réagi en intensifiant la répression de la mouvance salafiste-djihadiste.